# Елоиза Джеймс
Мери Блай Ветори (на английски: Mary Bly Vettori) е американска писателка на бестселъри в жанра исторически и регентски любовен роман. Пише под псевдонима Елоиза Джеймс (на английски: Eloisa James).

## Биография и творчество
Мери Блай Ветори е родена на 26 януари 1962 г. в Минесота, САЩ, в семейството на поета Робърт Блай и писателката Карол Блай. Има трима по-малки братя и сестри. Нейният кръстник, поетът Джеймс Райт, е написал специално за нея стихотворение включено в поетичния му сборник, удостоен с наградата „Пулицър“ през 1972 г. Семейството ѝ няма телевизор, но има колекция от над 5000 тома книги. От малка тя става запален читател, особено привлечена от романтичната литература.
Получава бакалавърска степен от Харвардския университет, магистърска степен по философия от Оксфордския университет, и докторска степен от Йейлския университет. След дипломирането си преподава английска литература в Университета „Фордам“ в Ню Йорк. Била е ръководител на програмата за следдипломно обучение на факултета и е ръководител на програмата по творческо писане. Чест гост е на телевизионните и радио мрежи, включително CNN и Националното радио.
Докато учи в Англия става почитател на творбите на Жоржет Хайер, а в началото на академичната си кариера се опитва безуспешно да публикува любовен роман. Въпреки това тя продължава едновременно с работата си да пише, особено преди да роди второто си дете, като по този начин се стреми да погаси студентските си кредити.
Първият ѝ любовен роман „Potent Pleasures“ от поредицата „Удоволствията“ е публикуван през 1999 г. Решава, че ще публикува под псевдоним, тъй като тогава академичната ѝ кариера е в развитие, а романтичната литература не се взема на сериозно от колегите ѝ. Романът и следващите от поредицата стават бестселъри и я правят известна.
Тя запазва в тайна авторството си, включително с промяна на външността си при публични изяви, до 2005 г., когато го обявява публично и пише статия в „Ню Йорк Таймс“, в която защитава романтичния жанр.
Произведенията на писателката често са в списъците на бестселърите. Те са преведени на 26 езика и са издадени в над 5 милиона екземпляра по света.
Многократно номинирана, през 2013 г. е удостоена с престижната награда РИТА за новелата си „Съблазнена от пират“ (Seduced by a Pirate), която е част от поредицата „И заживели щастливо“.
Мери Блай Ветори живее със семейството си предимно в Ню Джърси, а летата прекарват в Тоскана, където е роден съпругът ѝ.

## Произведения

### Самостоятелни романи
- My American Duchess (2016)
Моята американска херцогиня, изд.: ИК „Калпазанов“, София (2017), прев. Мариана Христова
- A Midsummer Night's Disgrace (2016)

### Серия „Удоволствията“ (Pleasures Trilogy)
1. Potent Pleasures (1999)
2. Midnight Pleasures (2000)
3. Enchanting Pleasures (2001)

### Серия „Четирите дукеси“ (Duchess Quartet)
1. Duchess in Love (2002)
2. Fool for Love (2003)
3. A Wild Pursuit (2004)
4. Your Wicked Ways (2004)

- A Fool Again (2011)

### Серия „Сестрите Есекс“ (Essex Sisters)
1. Much Ado About You (2004)
2. Kiss Me, Annabel (2005)
3. The Taming of the Duke (2006)
4. Pleasure For Pleasure (2006)

### Серия „Отчаяни херцогини“ (Desperate Duchesses)
1. Desperate Duchesses (2007)
2. An Affair Before Christmas (2007)
3. Duchess By Night (2008)
4. When the Duke Returns (2008)
5. This Duchess of Mine (2009)
6. A Duke of Her Own (2009)

### Серия „И заживели щастливо“ (Happily Ever After...)
1. A Kiss at Midnight (2010)
Целувка в полунощ, фен-превод (2012)
Целувка в полунощ, изд.: ИК „Калпазанов“, София (2017), прев. Мариана Христова
2. When Beauty Tamed the Beast (2011)
Когато Красавицата укроти звяра, фен-превод (2012)
Красавицата и звяра, изд.: ИК „Калпазанов“, София (2015), прев. Мариана Христова
3. The Duke is Mine (2011)
4. The Ugly Duchess (2012)
5. Once Upon a Tower (2013)
Кулата на любовта, изд.: ИК „Калпазанов“, София (2014), прев. Силвия Желева

- Storming the Castle (2010)
- Winning the Wallflower (2011)
- Seduced by a Pirate (2012) – награда РИТА за най-добра новела

### Серия „Повече от дама“ (Lady Most) – сКони БрокуейиДжулия Куин
1. The Lady Most Likely... (2010)
2. The Lady Most Willing... (2012)

### Серия „Отчаяни херцогини / номера“ (Desperate Duchesses by the Numbers)
1. Three Weeks With Lady X (2014)
Три седмици с лейди Хикс, изд.: ИК „Калпазанов“, София (2015), прев. Мариана Христова
2. Four Nights With the Duke (2015)
Четири нощи с херцога, изд.: ИК „Калпазанов“, София (2016), прев. Мариана Христова
3. Seven Minutes in Heaven (2017)

### Серия „Уайлд от Линдоу Мос“ (Wildes of Lindow Moss)
1. Wilde at Heart (2017) – издаден и като „Wilde in Love“

### Новели
- To Wed a Rake (2012)

### Документалистика
- Queer virgins and virgin queans on the early modern stage (2000)
- Paris in Love (2012) – мемоари